# Ulrich Kelber

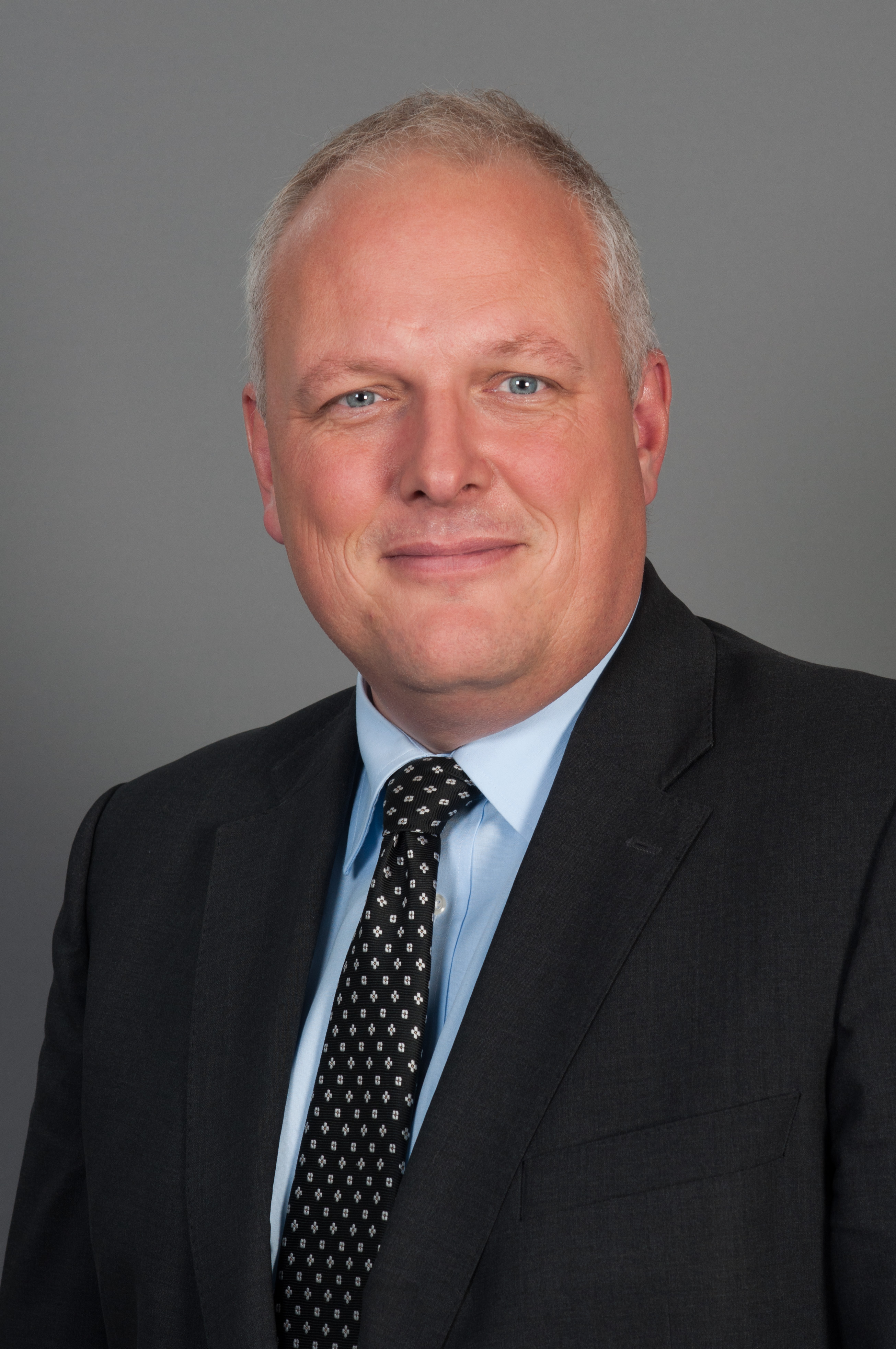
Ulrich Kelber (2014)

Ulrich Wolfgang Kelber (* 29. März 1968 in Bamberg) ist ein deutscher Politiker (SPD) und Diplom-Informatiker. Er war von Januar 2019 bis Juli 2024 der Bundesbeauftragte für den Datenschutz und die Informationsfreiheit. Zuvor gehörte Kelber von 2000 bis 2019 dem Deutschen Bundestag an. Von 2005 bis 2013 war er stellvertretender Vorsitzender der SPD-Bundestagsfraktion, von Dezember 2013 bis März 2018 Parlamentarischer Staatssekretär beim Bundesminister der Justiz und für Verbraucherschutz.

## Leben und Beruf
Ulrich Kelber wuchs in Bonn auf und besuchte das private Ernst-Kalkuhl-Gymnasium. Nach dem Abitur 1987 studierte Kelber in Bonn Informatik und Biologie und erlangte 1993 ein Diplom in Informatik. Von 1991 bis 1995 war er wissenschaftlicher Mitarbeiter am Forschungszentrum Informationstechnik der GMD. Von 1996 bis 2000 war er als Berater für die Comma Soft AG tätig.
Ulrich Kelber ist verheiratet und hat fünf Kinder. Er wohnt zusammen mit seiner Familie im Bonner Stadtteil Holzlar. Sein Vater Karl-Ludwig Kelber war Journalist und Bundesvorsitzender des Allgemeinen Deutschen Fahrrad-Clubs (ADFC).

## Partei
Kelber ist seit 1985 SPD-Mitglied. Von 1993 bis 1996 war er Sprecher der Juso-Bundeskommission Umwelt und Energie. Von 2001 bis 2008 war er Vorsitzender der Bonner SPD. 2009 bis 2011 gehörte er dem Bundesvorstand der Partei an. Er verzichtete dann auf eine Kandidatur, um eine Verkleinerung des Vorstands zu ermöglichen.
Kelber war 2011 bis 2013 Gründungssprecher des Themenforums Verbraucherpolitik der SPD. Nach seiner Ernennung zum Parlamentarischen Staatssekretär beim Bundesminister der Justiz und für Verbraucherschutz gab er dieses Amt ab, vertrat das Forum aber bis 2018 weiter als dessen beratender Delegierter auf den SPD-Bundesparteitagen.
In der SPD galt Kelber als Mitglied des linken Reformflügels. Er war in seiner Zeit als Bundestagsabgeordneter Mitglied des Netzwerks Berlin und der Parlamentarischen Linken.
Ulrich Kelber war Absolvent des Jahrgangs 2007-2009 der damals neu gegründeten Parteischule der SPD ("Führungsakademie der sozialen Demokratie").

## Abgeordneter
Von 1994 bis 2002 gehörte Kelber dem Stadtrat von Bonn an.
Am 1. September 2000 rückte Kelber über die Landesliste Nordrhein-Westfalen für den ausgeschiedenen Abgeordneten Rudolf Dreßler in den Deutschen Bundestag nach. Er gehörte von November 2004 bis zu seinem Ausscheiden aus dem Bundestag im Januar 2019 dem Vorstand der SPD-Bundestagsfraktion an. Zwischen 2005 und 2013 war Kelber zudem stellvertretender Fraktionsvorsitzender der SPD für die Themenfelder Umwelt, Energie, Nachhaltigkeit, Landwirtschaft und Verbraucherschutz. Von Dezember 2013 bis März 2018 war Kelber Parlamentarischer Staatssekretär beim Bundesminister der Justiz und für Verbraucherschutz.
Ulrich Kelber wurde bei den Bundestagswahlen 2002, 2005, 2009, 2013 und 2017 als Direktkandidat des Bundestagswahlkreises Bonn in den Bundestag gewählt, obwohl bei den Zweitstimmen jeweils die CDU vorne lag. Der Bundestagswahlkreis Bonn ist der einzige Bundestagswahlkreis in Deutschland, in dem dies einem Bewerber so oft gelang.
Bei der Bundestagswahl 2005 erreichte er hier 42,0 % der Erststimmen, bis zu diesem Zeitpunkt das beste Ergebnis für die SPD in Bonn. Kelber ist der erste Sozialdemokrat, der diesen Wahlkreis gewinnen konnte. Im Mai 2018 überholte er Konrad Adenauer und Guido Westerwelle in Bezug auf deren Mandatszeit und ist seitdem der Bonner Abgeordnete in der Geschichte des Bundestages, der am längsten im Parlament saß.
Bei der Bundestagswahl 2017 gewann Kelber den Wahlkreis mit einem Vorsprung von 5047 Stimmen vor der CDU-Kandidatin (34,9 % zu 32,0 %). Bei den Zweitstimmen lag die CDU mit 29,8 % deutlich vor der SPD mit 20,2 %. Kelber bekam 26.258 Erststimmen mehr als die SPD Zweitstimmen; dies war der größte persönliche Stimmenvorsprung eines Bundestagskandidaten in allen 299 Wahlkreisen bundesweit.
Kelber griff 2000 die Initiative des früheren Bundestagsabgeordneten Norbert Gansel aus den 1970er Jahren als „Gläserner Bundestagsabgeordneter“ auf und erweiterte sie. Als erster Bundestagsabgeordneter veröffentlichte er seine Steuerbescheide, berichtete über alle Dienstreisen und Abstimmungen und listet seit 2009 auch alle Gespräche mit Lobbyisten auf.
Im Bundestagswahlkampf 2017 wurde Kelber als Direktkandidat im Bonner Wahlkreis durch den Verein campact unterstützt, da er aufgrund seines umweltpolitisch motivierten Engagements gegen die Kohleförderung innerhalb der nordrhein-westfälischen SPD isoliert sei und aufgrund der dort einflussreichen „Kohle-Lobby“ keinen sicheren Listenplatz erhalten habe. Kelber hatte dann in einem Schreiben an den Landesvorstand auf eine Kandidatur auf der Landesliste ganz verzichtet.
Kelber wurde am 29. November 2018 vom Deutschen Bundestag als Nachfolger von Andrea Voßhoff zum Bundesdatenschutzbeauftragten gewählt. Er trat dieses Amt am 7. Januar 2019 an und legte dafür sein Bundestagsmandat am Tag davor nieder. Für ihn rückte Nezahat Baradari in den Bundestag nach.

## Bundesbeauftragter für den Datenschutz und die Informationsfreiheit
Kelber sprach sich schon kurz nach seiner Ernennung zum Bundesbeauftragten für den Datenschutz und die Informationsfreiheit am 7. Januar 2019 deutlich für ein Ende der Vorratsdatenspeicherung aus.
Außerdem stellte er sich auf die Seite der Kritiker, als er die geplanten Änderungen am EU-Urheberrecht kritisierte. Nach Kelbers Ansicht wären Uploadfilter die automatische Konsequenz aus den Änderungen, die aber zu datenschutzpolitisch schwierigen Monopolentwicklungen führen würden.
Kelber forderte von Bundesregierung und dem Deutschen Bundestag ein „Sicherheitsgesetz-Moratorium“, weil die in schneller Reihenfolge veröffentlichten und beschlossenen Sicherheitsgesetze aus seiner Sicht massive Grundrechtseingriffe darstellten.
2019 und 2020 machte Kelber Gebrauch von den neuen Methoden zur Durchsetzung des Datenschutzrechts, die die DSGVO geschaffen hat: Er untersagte den Finanzbehörden die Übersendung von sensiblen personenbezogenen Daten per unverschlüsselter E-Mail (trotz nationalgesetzlicher Erlaubnis) und untersagte dem Bundesinnenministerium, bei Anträgen nach dem Informationsfreiheitsgesetz auf eine postalische Adresse einschließlich Namen zu bestehen.
Im August 2020 kündigte Kelber an, die gesetzlichen Krankenkassen anzuweisen, bei der elektronischen Patientenakte mehr Datenschutzvorkehrungen anzubieten, als das vom Bundestag beschlossene Patientendaten-Schutz-Gesetz vorsieht. Bezüglich der neuen Befugnis der Krankenkassen, Daten von Versicherten auch ohne deren Einwilligung auszuwerten und ihnen darauf basierend Empfehlungen zu geben, kritisierte er, dass dies gegen datenschutzrechtliche Grundsätze verstoße.
Auf der 42. Global Privacy Assembly (GPA), einer internationalen Konferenz der Datenschutzbeauftragten, wurde Kelber als erster deutscher Datenschutzbeauftragter in das Executive Comitee, also das Leitungsgremium, gewählt. Die Wahl erfolgte einstimmig.
Am 24. März 2021 übernahm Kelber von der Berliner Beauftragten für Datenschutz und Informationsfreiheit Maja Smoltczyk den Vorsitz der Internationalen Arbeitsgruppe zum Datenschutz in der Telekommunikation (sog. Berlin Group).
Seine erste Amtszeit endete am 6. Januar 2024. Da die Bundesregierung bis dahin weder Kelber noch einen anderen Kandidaten dem Bundestag zur Wahl vorgeschlagen hatte, ersuchte Bundestagspräsidentin Bärbel Bas ihn, geschäftsführend im Amt zu bleiben. Seine Amtszeit endete gemäß § 12 Abs. 2 Satz 6 Bundesdatenschutzgesetz am 6. Juli 2024. Ihm folgte Louisa Specht-Riemenschneider nach.
In einigen seiner Vorträge und Interviews, die er als Bundesbeauftragter des BfDI zum Ende bzw. kurz nach Ende seiner Amtszeit gab, äußerte er sich ausführlich zu seinen Erfahrungen und Grundpositionen als BfDI-Beauftragter zu jeweils verschiedenen Schwerpunktthemen. Zu diesen Vorträgen und Interviews gehören u. a.:
- Zweiteiliges heise-online-Interview von Anfang September 2024, mit einem Fokus auf Big Tech insbesondere in Teil 1[23] und Teil 2[24] unter anderem über die Lehren aus den großen Datenschutzskandalen sowie Einfluss von Lobbyisten,
- ein Vortrag über die aktuelle Situation im Bereich IT-Sicherheit und warum  Datenschutz nicht für schlecht umgesetzte IT- Projekte verantwortlich gemacht werden sollte vom Februar 2024,[25]
- das Interview zu  Sicherheitsmaßnahmen rund um die im Ausbau befindliche  Elektronische Patientenakte sowie über Gesundheitsdatenschutz vom Juni 2024,[26]
- sowie eine grundsätzliche persönliche Darstellung in Bezug auf Erfahrungen aus seiner vergangenen Amtszeit, u. a. mit einer „Warnung“ vor einer „Scheuklappen-Digitalisierung“, über die „Fehleranfälligkeit von  Medienbrüchen“, eine verbreitete Tendenz, Versagen an anderer Stelle dem Datenschutz in die Schuhe schieben zu wollen, eine partielle Tendenz in Deutschland zu langem Warten und anschließender überstürzter/gewaltsamer[27] "Hau-Ruck-Digitalisierung" statt sinnvoller klar  konzeptioneller Digitalisierung und der Hinweis, zum Teil „gefährlich unterdigitalisiert sei das Land“ vom 2. Juli 2024.[28]
- Beitrag von Ulrich Kelber anlässlich des Endes seiner Amtszeit auf der Internetpräsenz des BfDI vom 6. Juli 2024.[29]

## Ehrenämter
- Im Februar 2012 wurde Kelber in das Kuratorium der Stiftung Bundeskanzler-Adenauer-Haus berufen, welchem er bis 2014 angehörte.[30][31]
- Kelber war bis 2013 Mitglied im Beirat der VPV Versicherungen VvaG.[32][31]
- Bis zu seiner Ernennung zum Parlamentarischen Staatssekretär im Dezember 2013 war Kelber Mitglied im Aufsichtsrat der SWB Energie und Wasser und der Gesellschaft für Energie- und Gebäudemanagement Bonn.[33][34][35]
- Seit Juni 2015 ist Kelber als Nachfolger von Geert Müller-Gerbes Schirmherr der „Bonner Tafel“[36] und des Ehrenamt-Entdecker-Programms. Außerdem engagiert sich Kelber in Mitgliederversammlung und Kuratorium der humanitären Hilfsorganisation Help – Hilfe zur Selbsthilfe e. V.[37]
- Am 9. Juli 2019 wurde Kelber zum Honorar-Professor für Datenethik[38] an der Hochschule Bonn-Rhein-Sieg berufen.[39]
- Seit dem 15. Juli 2024 ist Ulrich Kelber Mitglied der EAID.[40]

## Ehrungen
- 2008 – Deutscher Solarindustriepreis – Bundesverband Solarwirtschaft[41]
- 2009 – Ehrenmedaille des Fachverbands Biogas
- 2018 – Bröckemännche-Preis 2018 des Bonner Medien Club[42]